# Azusa Iwashimizu
Azusa Iwashimizu (en japonès: 岩清水梓) (Takizawa, Japó; 14 d'octubre de 1986) és una futbolista japonesa. Juga com a defensa i el seu equip actual és el NTV Beleza de la Nadeshiko League del Japó.

## Clubs
| Club       | País | Any    |
| ---------- | ---- | ------ |
| NTV Beleza | Japó | 2001 - |

## Palmarès

### Campionats nacionals
| Títol                | Club       | País | Any  |
| -------------------- | ---------- | ---- | ---- |
| Nadeshiko League     | NTV Beleza | Japó | 2001 |
| Nadeshiko League     | NTV Beleza | Japó | 2002 |
| Copa de l'Emperadriu | NTV Beleza | Japó | 2004 |
| Nadeshiko League     | NTV Beleza | Japó | 2005 |
| Copa de l'Emperadriu | NTV Beleza | Japó | 2005 |
| Nadeshiko League     | NTV Beleza | Japó | 2006 |
| Nadeshiko League     | NTV Beleza | Japó | 2007 |
| Copa de l'Emperadriu | NTV Beleza | Japó | 2007 |
| Nadeshiko League     | NTV Beleza | Japó | 2008 |
| Copa de l'Emperadriu | NTV Beleza | Japó | 2008 |
| Copa de l'Emperadriu | NTV Beleza | Japó | 2009 |
| Nadeshiko League     | NTV Beleza | Japó | 2010 |

### Campionats internacionals
| Títol             | Equip             | Seu       | Any  |
| ----------------- | ----------------- | --------- | ---- |
| Jocs Asiàtics     | Selecció del Japó | Guangzhou | 2010 |
| Mundial de Futbol | Selecció del Japó | Alemanya  | 2011 |
| Jocs Olímpics     | Selecció del Japó | Londres   | 2012 |
| Copa d'Àsia       | Selecció del Japó | Vietnam   | 2014 |